# Джефф Брубейкер
Джеффрі Джозеф Брубейкер (англ. Jeffrey Joseph Brubaker, нар. 24 лютого 1958, Гейґерстаун) — американський хокеїст, що грав на позиції крайнього нападника.

## Ігрова кар'єра
Професійну хокейну кар'єру розпочав 1978 року.
1978 року був обраний на драфті НХЛ під 102-м загальним номером командою «Бостон Брюїнс».
Протягом професійної клубної ігрової кар'єри, що тривала 12 років, захищав кольори команд «Нью-Інгленд Вейлерс», «Гартфорд Вейлерс», «Монреаль Канадієнс», «Калгарі Флеймс», «Торонто Мейпл-Ліфс», «Едмонтон Ойлерс», «Нью-Йорк Рейнджерс» та «Детройт Ред-Вінгс».
Усього провів 178 матчів у НХЛ, включаючи 2 гри плей-оф Кубка Стенлі.